# Beckenham (circonscription britannique)
Circonscription parlementaire de la Chambre des communes
La circonscription de Beckenham est une circonscription électorale anglaise située dans le Grand Londres, et représentée a la Chambre des communes du Parlement britannique par Bob Stewart, membre du Parti conservateur, depuis 2010.

## Géographie
La circonscription comprend :
- La partie centre-ouest du borough londonien de Bromley
- Les quartiers de West Wickham, Keston, Hayes et Bromley Common

## Députés
Les Members of Parliament (MPs) de la circonscription sont :
| Législature                             | Années       | Député          | Député                 | Parti        |
| --------------------------------------- | ------------ | --------------- | ---------------------- | ------------ |
| Beckenham issue de Bromley et Orpington |              |                 |                        |              |
| 39e                                     | 1950–1951    |                 | Patrick Buchan-Hepburn | Conservateur |
| 40e                                     | 1951–1955    |                 | Patrick Buchan-Hepburn | Conservateur |
| 41e                                     | 1955–1957    |                 | Patrick Buchan-Hepburn | Conservateur |
| 41e                                     | 1957-1958    | Philip Goodhart |                        | Conservateur |
| 42e                                     | 1959–1964    | Philip Goodhart |                        | Conservateur |
| 43e                                     | 1964–1966    | Philip Goodhart |                        | Conservateur |
| 44e                                     | 1966–1969    | Philip Goodhart |                        | Conservateur |
| 45e                                     | 1970–1974    | Philip Goodhart |                        | Conservateur |
| 46e                                     | 1974–1974    | Philip Goodhart |                        | Conservateur |
| 47e                                     | 1974–1979    | Philip Goodhart |                        | Conservateur |
| 48e                                     | 1979–1981    | Philip Goodhart |                        | Conservateur |
| 49e                                     | 1983–1987    | Philip Goodhart |                        | Conservateur |
| 50e                                     | 1987–1992    | Philip Goodhart |                        | Conservateur |
| 51e                                     | 1992–1997    | Piers Merchant  |                        | Conservateur |
| 52e                                     | 1997–1997    | Piers Merchant  |                        | Conservateur |
| 52e                                     | 1997-2001    | Jacqui Lait     |                        | Conservateur |
| 53e                                     | 2001–2005    | Jacqui Lait     |                        | Conservateur |
| 54e                                     | 2005–2010    | Jacqui Lait     |                        | Conservateur |
| 55e                                     | 2010–2015    | Bob Stewart     |                        | Conservateur |
| 56e                                     | 2015–2017    | Bob Stewart     |                        | Conservateur |
| 57e                                     | 2017–2019    | Bob Stewart     |                        | Conservateur |
| 58e                                     | 2019–Présent | Bob Stewart     |                        | Conservateur |

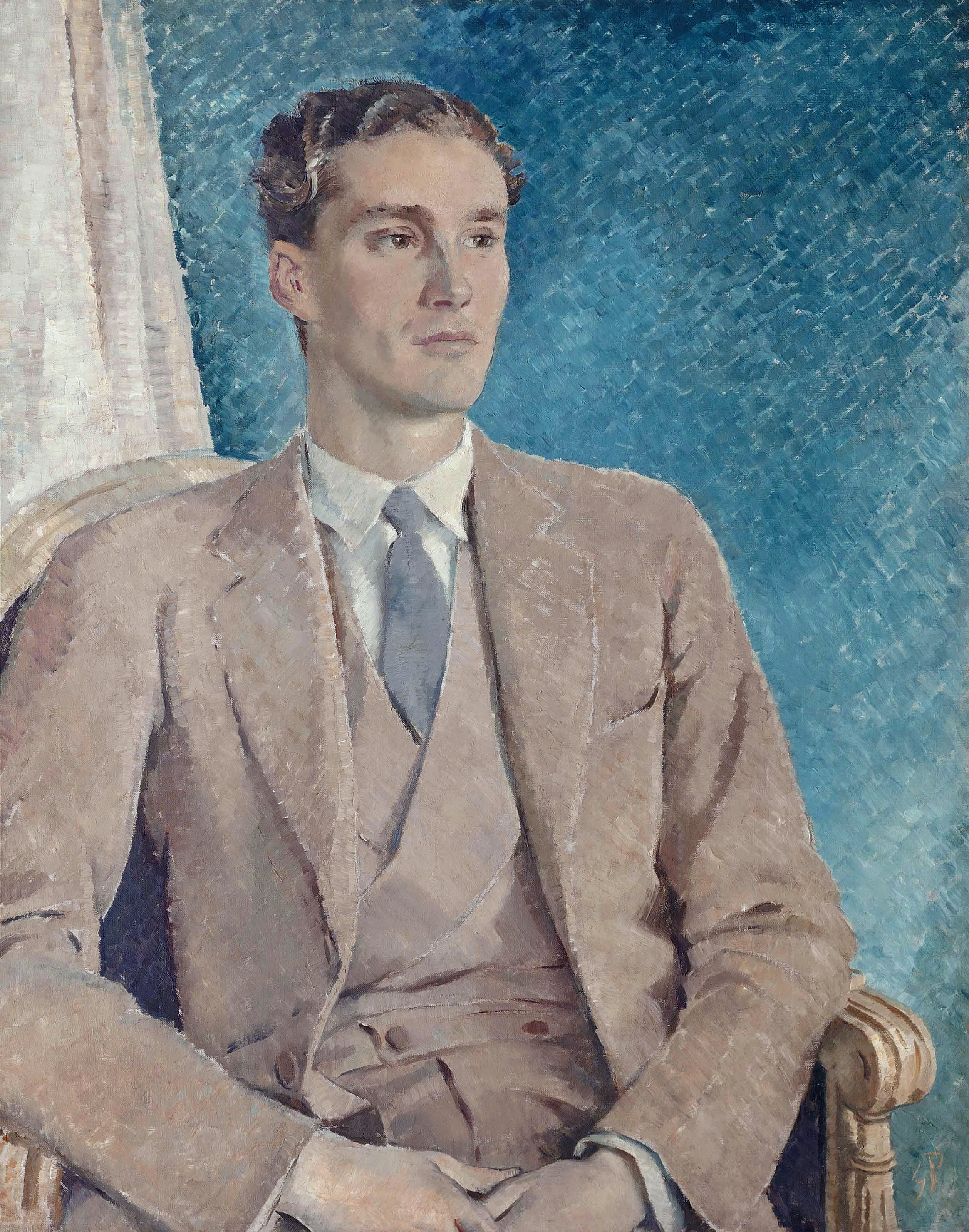
Patrick Buchan-Hepburn (1950-1957), par Glyn Philpot
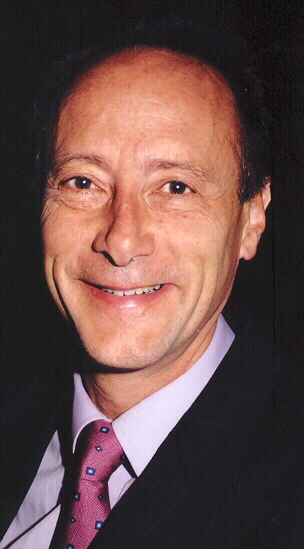
Piers Merchant (1992-1997)
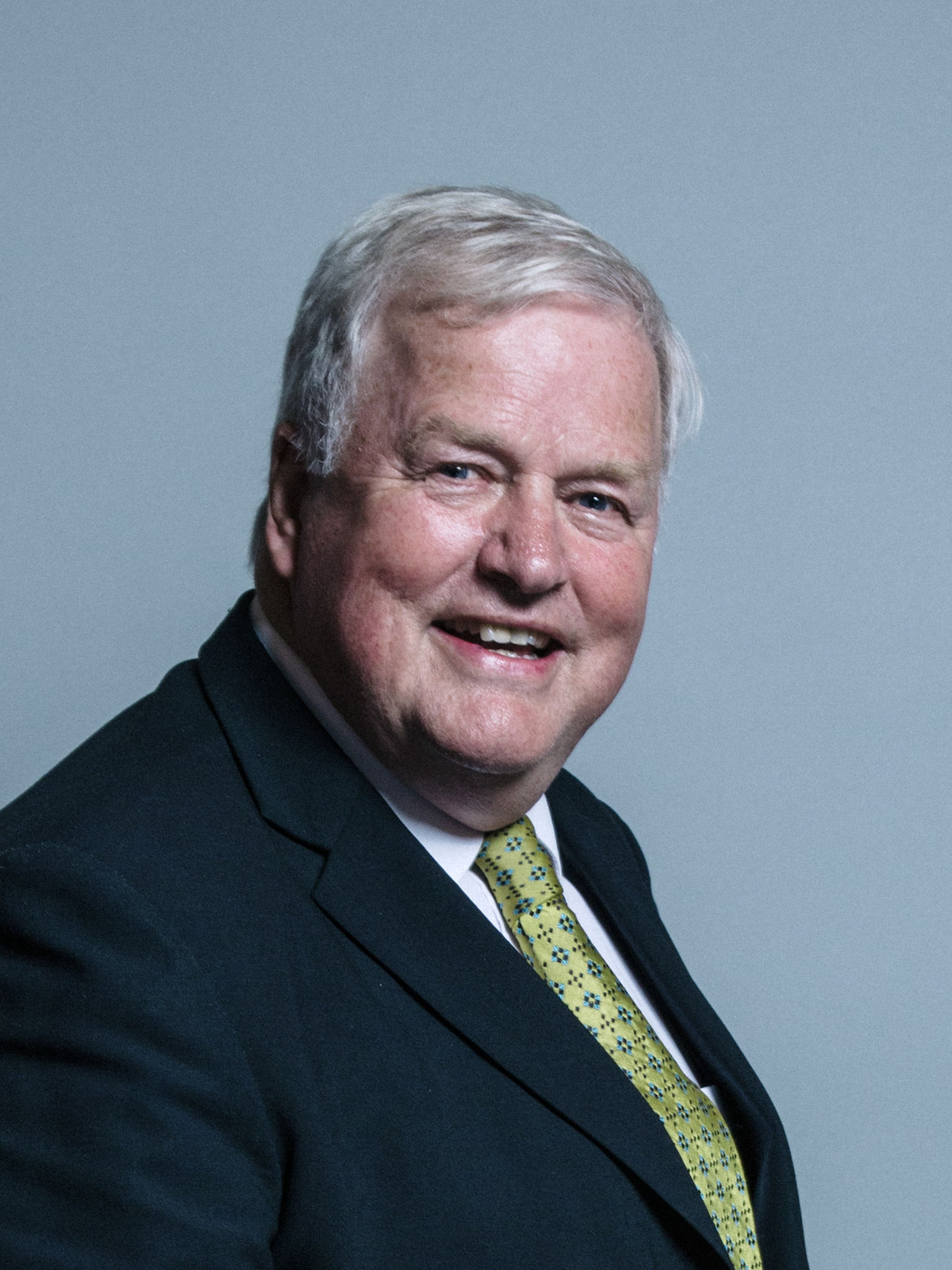
Bob Stewart (2010-Présent)